# Municipio de Oneida (Nebraska)
El municipio de Oneida (en inglés: Oneida Township) es un municipio ubicado en el condado de Kearney en el estado estadounidense de Nebraska. En el año 2010 tenía una población de 482 habitantes y una densidad poblacional de 5,15 personas por km².

## Geografía
El municipio de Oneida se encuentra ubicado en las coordenadas 40°23′39″N 99°7′21″O / 40.39417, -99.12250. Según la Oficina del Censo de los Estados Unidos, el municipio tiene una superficie total de 93.6 km², de la cual 93,6 km² corresponden a tierra firme y (0 %) 0 km² es agua.

## Demografía
Según el censo de 2010, había 482 personas residiendo en el municipio de Oneida. La densidad de población era de 5,15 hab./km². De los 482 habitantes, el municipio de Oneida estaba compuesto por el 97,51 % blancos, el 0,21 % eran afroamericanos, el 0,21 % eran amerindios, el 1,24 % eran de otras razas y el 0,83 % eran de una mezcla de razas. Del total de la población el 1,66 % eran hispanos o latinos de cualquier raza.